# Ramon Areny i Batlle
Ramon Areny i Batlle (Lleida, 1887-1968) bibliòfil lleidatà i paer en cap franquista de la ciutat de Lleida (1939 - 1941), president de la Secció d'Investigacions Bibliogràfiques de l'Institut d'Estudis Ilerdencs.

## Biografia
Ramon Areny va néixer a Lleida el 22 de setembre de 1887. Va cursar els seus estudis a l'Institut de Lleida, en aquella època Instituto General y Técnico de Lérida, un cop acabat el batxillerat va fer estudis de comerç encara que ben aviat va encaminar els seus passos cap al negoci familiar. Els seus pares, naturals de la muntanya, es dedicaven al comerç de la fusta que ell va continuar i augmentar, consolidant un important patrimoni que li va permetre poder-se dedicar a l'estudi i als viatges a l'hora que conreava una de les seves més grans afeccions, la bibliofília.
La seva formació humanística i el seu afany cultural el van portar a participar activament en la societat lleidatana formant part de diferents institucions tant de caràcter mercantil com cultural. Entre d'altres formà part del Cercle Mercantil Industrial, de la Cambra de Comerç i Indústria, de l'Ateneu Lleidatà, del Cercle de Belles Arts i del Casino Principal. També serà soci del Patronat Provincial per al Foment d'Arxius, Biblioteques i Museus, de l'Agrupació de Bibliòfils de Lleida, president del Club Filatèlic i Numismàtic de Lleida i soci número 13 de la Societat de Bibliòfils de Barcelona.
La relació amb l'Institut d'Estudis Ilerdencs li ve donada en qualitat de conseller i president de la Secció d'Investigacions Bibliogràfiques. Setmanalment es reunia amb altres consellers com Josep Sol Ballespí, Ramon Borràs Vilaplana, Josep Alfons Tarragó i Pleyan, etc. Aquestes reunions eren conegudes amb el nom “d'arenyades”. Ramon Areny, de tendència conservadora, va ser designat paer en cap de Lleida 27 d'abril de 1939, el seu mandat però fou per un període curt, el 2 de gener de 1941 cessava a petició pròpia, no sense haver planificat la reconstrucció de la ciutat, un dels seus objectius prioritaris juntament amb la construcció del nou pont.
Certament però, la vessant per la qual és més reconegut és la de bibliòfil. Home culte i cultivat, en el seu afany per conèixer i estudiar va emprendre diversos viatges a l'estranger sempre amb la finalitat de la recerca bibliogràfica. Així sabem que va fer viatges a París i Londres, per completar la bibliografia lleidatana, amb l'ajuda d'una borsa de viatge atorgada pel Consell Superior d'Investigacions Científiques.
Areny va anar col·leccionant al llarg de la seva vida llibres lleidatans, però fou principalment després de la Guerra Civil Espanyola que col·leccionà tot el material imprès que s'editava a Lleida, llibres, fulletons, programes, etc. Aquesta fou una tasca de gran vàlua, que ens ha permès conèixer la producció de les impremtes de Lleida a través dels anys. Amant dels llibres, s'interessava per les edicions selectes, tant pel que fa al contingut com a les enquadernacions. Es dedicà a l'estudi de les publicacions, relacionant-se amb prestigiosos bibliòfils d'Espanya i Europa. Aquesta afecció el va portar a editar, algunes vegades pel seu compte, obres rares i valuoses. Són conegudes les seves edicions facsímils, en forma de nadales d'importants obres de la seva biblioteca.
Un dels temes que més apassionament li va despertar en el camp de la bibliofília fou el de Miguel de Cervantes Saavedra i la seva obra El ingenioso hidalgo Don Quijote de la Mancha. Els seus coneixements del tema eren prou importants com per no ser considerat tan sols un col·leccionista. En un viatge que va realitzar fent la volta al món va anar adquirint edicions del Quixot en la llengua dels diferents països que visitava. La seva important col·lecció cervantina, iniciada l'any 1927, reunia aproximadament un centenar d'obres, de les que malauradament l'any 1936 en va desaparèixer més de la meitat. Al llarg dels anys va intentar refer la col·lecció aconseguint reunir de nou uns 300 exemplars d'edicions del Quixot en quinze idiomes diferents i nombroses obres de Cervantes. La major part d'aquesta biblioteca cervantina no forma part del fons del Llegat Areny de l'Institut d'Estudis Ilerdencs, ja que és propietat dels nebots de Ramon Areny Batlle.

## Llegat
El llegat del Sr. Ramon Areny Batlle és fruit de la donació realitzada pels seus familiars. El 16 de desembre de 1968 Maria Areny Batlle va lliurar a l'Institut d'Estudis Ilerdencs de la Diputació de Lleida la biblioteca particular del seu germà. Complia així amb la voluntat de qui va ser un dels més grans bibliòfils lleidatans del segle xx. La biblioteca, coneguda com el Fondo Areny de Bibliografía Leridana, ja podia ser consultada pels estudiosos.
Es tracta de la biblioteca privada d'aquest gran bibliòfil lleidatà composta bàsicament per fons de bibliografia lleidatana. Aplega un important conjunt de monografies impreses a Lleida des de l'època incunable, segle xv, fins a mitjan segle xx. El catàleg del fons, que reuneix prop d'uns 5500 volums, és una eina excel·lent per a l'estudi de la tipografia lleidatana i també de consulta gairebé obligada per a la recerca local.
La temàtica de la col·lecció és diversa. S'hi pot trobar, entre d'altres, obres de caràcter religiós com sermons, novenes, breviaris i oracions fúnebres; poesia i literatura en general; programes d'ensenyament de diferents assignatures; memòries de l'Instituto General i Técnico de Lérida; la col·lecció de certàmens de l'Acadèmia Bibliogràfica Mariana; pressupostos de la corporació provincial, i un important nombre de goigs i romanços.
Destaca la carta d'indulgències editada pel taller tipogràfic d'Enric Botel. És la primera publicació on el nom de Lleida apareix en el colofó –inscripció posada al final d'un llibre on s'indica el nom de l'impressor, el lloc i la data de publicació.

## Vessant política i repressió
Durant el mandat de Ramon Areny, Lleida tenia (a banda de la presó) tres camps de concentració i va afusellar 558 persones (148 sense judici). En aquests anys, 169 persones van morir a la presó i 359 persones van ser expedientades pel Tribunal de Responsabilitats Polítiques. Areny va depurar directament funcionaris municipals considerats desafectes al nou règim i fou directament implicat en diversos assassinats ocorreguts sota el seu mandat. Tot i aquest polèmic llegat, Lleida tingué fins fa poc al seu nomenclàtor l'Avinguda Alcalde Areny i no va ser fins a la desaparició de l'anomenat bloc del 155 de la Paeria de Lleida i després de força polèmica amb l'anterior Paer Àngel Ros i Domingo (PSC) que el seus successors en el càrrec Fèlix Larrosa i Piqué (PSC) i Miquel Pueyo i París (ERC) ordenaren el canvi dels darrers carrers amb noms franquistes de la ciutat; el de l'Alcalde Areny fou reanomenat per Avinguda Joana Raspall.

## Publicacions
- Catálogo del legado Areny de la biblioteca del Instituto de Estudios Ilerdenses. Lérida: Consejo Superior de Investigaciones Científicas. Patronato José M.ª Quadrado. Instituto de Estudios Ilerdenses. Sección de Investigaciones Bibliográficas Ramon Areny, 1970-1983, 6 vol.
- SAGARRA CLAVEROL, A.; FARRÚS PRAT, S. Catàleg del Llegat Areny. Lleida: Institut d'Estudis Ilerdencs, 1999, 2 vol.